# Carioca tigre
Carioca tigre è un film del 1976, diretto da Giuliano Carnimeo.

## Trama
Arrivato clandestinamente a Rio de Janeiro, Carletto incappa nel contrabbandiere "Tigre" e nel suo aiutante Augusto e venendo scambiato dai due per una spia rischia di essere ucciso finché il "Tigre" non scopre che Carletto è italiano come lui e decide di risparmiare la sua vita appropriandosi di parte dell'eredità che Carletto è venuto a riscuotere. Dal notaio, i tre scoprono che l'eredità consiste in una preziosa pistola sottratta al boss mafioso Don Rosolino e nascosta in un luogo detto "Capolinea"; il boss vorrebbe recuperare la pistola, prova dei suoi omicidi, e tenta di uccidere Carletto tramite alcuni sicari non riuscendovici. Carletto, Augusto e il "Tigre" partono in viaggio e riescono a sfuggire da un rapimento ordito dal boss, cedendo il vestito bianco del "Tigre" ad un altro uomo che viene scambiato per il contrabbandiere. In seguito, Carletto e Augusto vengono catturati ma riescono a sfuggire, mentre il "Tigre" incontra una donna che gli rivela che il "Capolinea" è in realtà un penitenziario dovere era stato rinchiuso il padre di Carletto. Don Rosalino giunge anch'egli al penitenziario grazie alla segnalazione di un carcerato cercando di sottrarre la pistola ritrovata da il "Tigre" nascosta in un acquario: dopo una rissa il boss mafioso viene arrestato mentre i tre spacciatisi per agenti di polizia riescono a scappare via con la pistola. Rientrati a Rio, il "Tigre" e Carletto scoprono di avere vinto alla lotteria, ma il biglietto si trova nel vestito del "Tigre" ceduto dato ad un uomo nella foresta: i tre decidono di partire alla volta di un nuovo viaggio.